# Pleuratos I
Pleuratos I (gr.: Πλευράτος, Pleurátos) (IV w. p.n.e.) – król iliryjskich Ardiajów wzmiankowany w roku 344/343 p.n.e., gdy Filip II, król Macedonii, i stu pięćdziesięciu hetajrów zostali ranni w czasie pogoni za nim. Podczas pościgu zapewne zadali uciekającym ciężkie straty, dzięki czemu Macedonia mogła podporządkować sobie rządzącą elitę Ardiajów. Imię Pleuratos często występowało w rodzie królewskim Ardiajów.